# Sjarhej Alejnikau
Sjarhej Jauhenawitsch Alejnikau (belarussisch Сяргей Яўгенавіч Алейнікаў; russisch Сергей Евгеньевич Алейников ‚Sergei Jewgenjewitsch Aleinikow‘, im deutschen Sprachraum oft Sergej Alejnikow, englische Transkription Sergei Yevgenyevich Aleinikov, auch Sergey Aleynikov; * 7. November 1961 in Minsk, Belarussische SSR, Sowjetunion) ist ein ehemaliger sowjetischer und belarussischer Fußballspieler sowie -trainer.
Alejnikau spielte für die sowjetische Nationalmannschaft und schoss in 73 Einsätzen von 1984 bis 1991 sechs Tore. Nach dem Auseinanderbrechen der Sowjetunion lief er auch noch jeweils vier Mal für die Auswahl der Gemeinschaft Unabhängiger Staaten (GUS) und Belarus auf. Sein größter Erfolg als Spieler war das Erreichen des EM-Finals 1988 mit der sowjetischen Nationalmannschaft, das aber mit 0:2 gegen die Niederlande verloren ging. An diesem Turnier erzielte er auch das bis dahin schnellste erzielte Tor der EM-Geschichte, nämlich das 1:0 gegen England nach 2:06 Minuten. Dieser Rekord wurde erst 2004 übertroffen. Zu seinen Stärken gehörten Fernschüsse.
1981 kam Sjarhej Alejnikau zu Dinamo Minsk und wurde in der folgenden Saison sowjetischer Meister. 1989 wechselte der Mittelfeldspieler für eine Ablösesumme von umgerechnet 5,5 Millionen D-Mark zu Juventus Turin und gewann 1990 die Coppa Italia und den UEFA-Pokal. In Turin wurde Alejnikau „Iupetto“ (kleiner Wolf) genannt. 1991 unterschrieb er beim US Lecce, ein Jahr darauf ging er nach Japan, um für Gamba Osaka zu spielen. 1998 beendete er seine Karriere beim USC Corigliano, nachdem er noch ein Jahr (1996) in Schweden beim IK Oddevold gespielt hatte.
Seit 1998 ist Sjarhej Alejnikau als Trainer wieder auf der Fußballbühne aktiv: Nach zwei Stationen in Italien bei der ASD Anagni Fontana und der US Città di Pontedera sowie zwei in Russland bei Torpedo-Metallurg und dem FK Widnoje arbeitete er von 2003 bis 2005 in der Fußballakademie in der US Lecce. Von 2005 bis 2007 war Alejnikau Jugendtrainer bei Juventus Turin. Seit Juni 2007 trainiert er den unterklassigen Klub NK Kras aus der italienischen Region Friaul-Julisch Venetien.
Im November 2003 wurde er zum UEFA-Jubiläum zum Golden Player von Belarus gewählt.

## Trivia
Einen größeren Bekanntheitsgrad erlangte Sjarhej Alejnikau erneut im Oktober 2011. Grund dafür war Arjen Robben, der aufgrund seiner vermeintlich egoistischen Spielweise beim FC Bayern München den Spitznamen „Aleinikow“ erhielt.